# Aumento (heráldica)
En heráldica, los aumentos, incrementos armeros o incrementos de armas pueden ser de todas las naturalezas: una pieza, más raramente un mueble, prácticamente jamás una partición. Lo más frecuente es un jefe o un cantón. Se trata a menudo de una parte o de la totalidad de las armas de un soberano, que le son concedidas a un vasallo fiel. Se debe tener cuidado ya que no todo blasón es necesariamente un aumento. Las brisuras, por ejemplo, pueden también hacerse por añadidura (banda, lambel, etcétera).
Un caso corriente de aumento se encuentra en las armerías de las ciudades francesas, teniendo en sus armas un jefe de azur cargado de tres flores de lis de oro', llamado "jefe de Francia" y aumentaba a las ciudades "fieles" al rey.

Un blasón "aumentado" debería leerse ignorando, en principio, el aumento, después terminando con aumentado de.... Esta regla no se aplica prácticamente jamás, lo mismo para las grandes casas.
Así, el blasonamiento del Lionés debería ser de gules a un león de plata aumentado de un jefe de Francia; el blasonamiento habitual De gules a un león de plata, al jefe cosido de azur cargado de tres flores de lis de oro igualmente correcto, no toma en cuenta la evolución honorífica. (El aumento introduce aquí una situación aparentemente transgresora -esmalte sobre esmalte-: el término cosido indica que la "anomalía" está reconocida...)
En Escocia, el aumento más frecuente se obtiene por una bordura de oro cargada de una doble trenzado flordelisado y contra-flordelisado de gules, la parte más reconocible de las armas reales.
En el Sacro Imperio Romano Germánico, el emperador concedía frecuentemente sus armas (de oro al águila bicéfala de sable) con la ocasión de erecciones de tierras en ducados o principados.
En la corona de Aragón, las armas reales de oro a cuatro palos de gules eran a veces concedidas a los fieles del rey.
- Datos: Q1517659
- Multimedia: Augmentation in heraldry / Q1517659